# Indigofera forrestii
Indigofera forrestii är en ärtväxtart som beskrevs av William Grant Craib. Indigofera forrestii ingår i släktet indigosläktet, och familjen ärtväxter. Inga underarter finns listade i Catalogue of Life.